# Capas Negras
Capas Negras (Portugiesisch für: Schwarze Umhänge) ist ein Filmdrama des portugiesischen Regisseurs Armando de Miranda aus dem Jahr 1947. Der Film, der auch Züge der Comédia portuguesa trägt, zeigt eine Vielzahl Sehenswürdigkeiten der alten Universitätsstadt Coimbra und beinhaltet eine Vielzahl Musik, vom akademisch-strengen Fado de Coimbra bis hin zu traditioneller Volksmusik. Das später als April in Portugal international populäre Lied Coimbra wurde durch diesen Film bekannt.

## Inhalt
José Duarte ist Jurastudent an der Universität Coimbra und lebt ein fröhliches Leben in Coimbra, in den Studentengemeinschaften der Repúblicas und den abendlichen Zusammenkünften mit Gesängen. Mit der einfachen Maria de Lisboa, Fado singende Aushilfe in einer Studentenkneipe, verbindet ihn eine zarte, aufrichtige Liebe.
Als José sich durch ein Missverständnis von Maria hintergangen glaubt, wendet er sich enttäuscht von ihr ab und geht nach Abschluss seines Studiums nach Porto. Er wird dort Anwalt, mit wenig Erfolg, den er jedoch umso mehr als ausdrucksstarker Sänger sehnsuchtsvoller Fados findet. Maria schreibt ihm mehrfach, doch der untröstlich enttäuschte José nimmt ihre Briefe nicht an.
Später fährt Maria selbst nach Porto, wo sie die Ausweglosigkeit ihrer Situation erkennt und danach unter dem Vorwurf festgenommen wird, ihr Neugeborenes vor der Kanzlei des abwesenden José ausgesetzt zu haben. Als José mit seinen ehemaligen Kommilitoneen von einer umjubelten Auslandstournee ihrer Tuna nach Porto heimkehrt, klärt sich das ursprüngliche Missverständnis auf. José wendet sich reumütig und entgegen seiner gesellschaftlicher Stellung wieder Maria zu und übernimmt leidenschaftlich die Verteidigung Marias, die er auf der Überzeugung aufbaut, dass eine Frau nicht schuldig sein kann, wenn sie ihr Kind vor dem Haus des Vaters abgibt. Als die Tuna vor dem Gerichtsgebäude einen Fado de Coimbra anstimmt, folgt der Richter, selbst ehemaliger Coimbra-Student, schließlich der Verteidigung, und das Paar findet am Ende zusammen.

## Rezeption

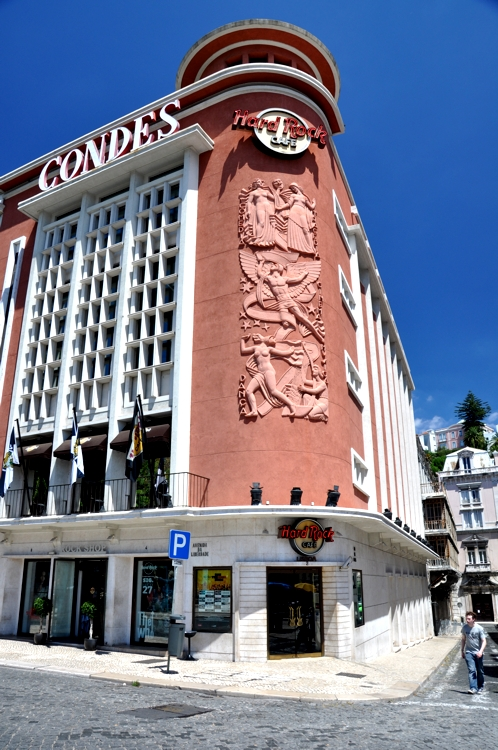
Das frühere Kino Cinema Condes an der Avenida da Liberdade in Lissabon, heute ein Hard Rock Cafe. 1947 hatte Capas Negras hier Premiere.

Der Film hatte am 17. Mai 1947 im Lissabonner Cinema Condes Premiere. Anfangs stieß der Film auf Proteste der Studenten und Hüter der studentischen Traditionen Coimbras, die sie hier falsch dargestellt und herabgewürdigt sahen. Doch der Film gefiel dem Publikum und wurde schnell ein enormer Kassenerfolg überall im Land. Insbesondere die Fadosängerin Amália Rodrigues in der weiblichen Hauptrolle zog die Zuschauer an, und ihre Karriere nahm danach weiter Fahrt auf.
Die Kritik, insbesondere die zeitüberdauernde, nahm den Film gemischt auf, dabei aber positiver, als das übrige Werk des Regisseurs, der jedoch durch seine Konformität mit dem klerikalfaschistischen Regime des Estado Novo von der zeitgenössischen Kritik hofiert wurde. So lobte die damalige Kritik den Sinn des Regisseurs für den Publikumsgeschmack und die gelungene Mischung populärer Zutaten (Musik, tragische Liebesgeschichte, Humor). Cineasten kamen jedoch wenig auf ihre Kosten, zu einfallslos und konventionell waren Kamera, Drehbuch und Inszenierung, und zu dominant der Einsatz der publikumswirksamen Musikeinlagen.
Die spätere Kritik bewertete den Film entsprechend schlecht. Inhaltlich wende sich das Werk zwar einem relevanten Thema zu (die alleinerziehende Mutter und ihre sozialen Probleme), verharre dabei aber im systemkonformen Bild einer traditionellen Familie als einzige mögliche Lösung. Die Schauspieler zeigten mittelmäßige und oberflächlich bleibende Darstellungen schablonenhaft angelegter Charaktere.
2014 erschien der Film als DVD in der Reihe Clássicos Portugueses bei ZON/Lusomundo in Portugal, als Kopie der analogen, nicht restaurierten Originalbänder.